# Піщані королі
«Піщані королі» (англ. Sandkings) — науково-фантастична коротка повість Джорджа Р. Р. Мартіна, опублікована у серпні 1979 року у журналі «Omni». 1980 року отримала премію «Г'юго» за найкращу коротку повість, премію «Неб'юла» за найкращу коротку повість та премію «Локус» за найкращу коротку повість та номінувалася на премію «Балрог». На цей час, це єдина повість Мартіна, яка отримала обидві премії «Неб'юла» та «Г'юго». Повість була опублікована у однойменній збірці у грудні 1981 року.
Дія повісті відбувається у тому ж вигаданому всесвіті «Тисячі світів», що й декілька інших робіт Мартіна, серед яких «Світло, що вмирає», «Ті, що летять уночі», «Пісня для Лії», «Містфаль приходить зранку», «Шлях хреста та дракона» та оповідання, що увійшли до збірки «Подорожі Тафа».

## Сюжет
Саймон Кресс, заможний гульвіса з планети Балдур, колекціонує небезпечних екзотичних тварин. Після того, як майже всі його домашні тварини помирають, лишившись самі під час відрядження Кресса, він їде до міста у пошуках нових. Йому не подобається вибір у магазинах, у яких він звичайно купує нові екземпляри своєї колекції, але зрештою натикається на нове загадкове підприємство під назвою «Ву та Шейд».
У магазині він зустрічає одну з його власників — Джалу Ву, яка показує йому тераріум, наповнений чотирма колоніями створінь, які називаються «піщані королі». У кожної колонії є велика нерухома самка — «утроба», яка конролює багато комахоподібних істот за допомогою телепатії. Кожна колонія збудувала піщану фортецю навколо своєї утроби та воює одна з одною. Ву також показує Крессу, що вона розташувала своє голографічне зображення у тераріумі, а істоти відобразили її подобу на своїх фортецях. Кресс погоджується придбати піщаних королів після того, як Ву запевняє його, що вони ростуть, заповнюючи увесь виділений їм простір, та харчуються чим завгодно.
Кресс спостерігає, як ростуть та будують фортеці його колонії (забарвлені білим, чорним, червоним та помаранчевим кольорами). Їх битви здаються йому нудними, тож він починає морити їх голодом, після чого вони постійно воюють за їжу, яку дає їм Кресс. Він також розташовує голографічне зображення свого обличчя у тераріумі і піщані королі починають відображати його на своїх фортецях.
Через деякий час Кресс запрошує своїх друзів та Джалу Ву, щоб показати їм, як воюють його колонії. Майже всі гості у захваті, але Джала Ву занепокоєна тим, що він морить їх голодом. Кресс не звертає увагу на її невдоволення та вирішує більше її не запрошувати. Він викликає огиду у своєї колишньої коханки Кет м'Лейн, яка йде з його прийому.
Кресс проводить багато таких вечірок, де починає приймати ставки на переможця у битвах піщаних королів. Згодом Кресс та його друзі починають приносити агресивних та небезпечних інопланетних створінь, яких змушують битися проти піщаних королів, які завжди перемагають.
Зрештою Кресс дізнається, що Кет поскаржилася на нього до органів контролю за тваринами. Він знімає, як він годує піщаних королів цуценям, та відправляє їй запис. Коли він йде спати, помічає, що вираз його обличчя на їхніх фортецях став зловісним. Розлючений, він протикає білу утробу мечем, але відчуває, що не вбив її, а лише поранив.
Кет приїздить наступного дня та намагається кувалдою розбити тераріум з піщаними королями. Відчайдушно намагаючись її спинити, Кресс вбиває її. Помираючи, Кет розбиває акваріум та випускає піщаних королів. Кресс панікує та тікає з дому. Коли він повертається, піщані королі вже зайняли його дім: чорні та червоні побудували свої фортеці у саду, а білі розташувалися у підвалі та з'їли тіло Кет, але помаранчевих ніде не видно. На свободі піщані королі виросли ще більшими. Кресс намагається знищити їх самостійно та за допомогою вбивць, яких найняв на чорному ринку. Але їм вдається знищити лише червоних та чорних, а білі не дають йому вийти з будинку. Він наляканий та запрошує гостей до будинку, яких заманює до підвалу, де білі їх зжирають.
Наступного ранку Кресс бачить, що всі білі істоти у комі. Він нарешті вирішує подзвонити Джалі Ву, яка пояснює, що чим більшими стають піщані королі, тим вищим стає їх рівень інтелекту. Потім істоти розвиваються до наступної стадії еволюції, яка включає розвиток великих пальців та вміння користуватися технологіями. Вона також відкриває йому, що її партнер Шейд — розвинений піщаний король. Проте через погане відношення Кресса до створінь, біла утроба небезпечна, тому Ву радить йому тікати, поки вона розбереться з піщаними королями.
Кресс панічно біжить крізь дикі землі, що оточують його маєток, намагаючись дотримуватись вказівок Ву, щоб знайти те місце, де його заберуть. Проводячи весь день у пошуках, Кресс нарешті бачить будинок, біля якого грають діти. Думаючи, що знайшов притулок, він кричить їм. Коли він наближується, він розуміє, що набрів на фортецю помаранчевих піщаних королів. Кресс кричить, коли істоти затягують його до утроби. Всі помаранчеві істоти мають його обличчя.

## Задум
Мартін каже, що на написання цієї повісті його надихнув знайомий студент, з яким він навчався у Північно-Західному університеті та який мав акваріум з піраньями, куди він інколи закидав карася. Він планував зробити низку творів, у яких підприємство «Ву та Шейд» торгує тваринами на різних планетах, але відмовився від цієї ідеї.

## Адаптації
- 1987 року повість була адаптована у сьомий графічний роман науково-фантастичної серії DC Graphic Novel[en] письменником Дагом Мюнхом[en] та художниками Петом Бродеріком[en] і Нілом Макпітерсом.
- 1995 року вийшла екранізація повісті у форматі першої серії[en] телесеріалу «Поза межами можливого[en]». Сценарій написала Мелінда М. Снодграсс[en].